# كريس هارمن
كريس هارمن (بالإنجليزية: Chris Harman)‏ (ولد 8 نوفمبر 1942 - توفي 7 نوفمبر 2009) هو صحفي، ناشط سياسي، ومنظر ماركسي بريطانيا، وعضو باللجنة المركزية لحزب العمال الاشتراكي ببريطانيا. كان رئيس تحرير لمجلة العامل

## حياته
ولد هارمن لأسرة من الطبقة العاملة وألتحلق بجامعة ليدز وهناك انضم لمجموعة من الاشتراكيين التروتسكيين الذين أسسوا فيما بعد حزب العمال الاشتراكي. بعدها ألتحق بمدرسة لندن للاقتصاد بنية الحصول على درجة الدكتوراة ولكنه لم يكمل دراسته.

## وفاته
توفي هارمن نتيجة سكتة قلبية في القاهرة بمصر أثناء مشاركته في مؤتمر مركز الدراسات الاشتراكية «أيام اشتراكية».

## كتاباته
أنتج هارمن مجموعة كبيرة من الكتب والمقالات عن عدة موضوعات.

### من أهم ما كتب
- كيف تعمل الماركسية؟
- جرامشي ضد الإصلاحية
- النبي والبروليتاريا
- الاقتصاد المجنون: الرأسمالية والسوق اليوم

## وصلات خارجية
- كتابات لهارمن باللغة العربية على موقع دراسات اشتراكية
- موقع مجلة الاشتراكية الأممية(بالإنجليزية)
- مجموعة من كتابات هارمن على موقع اشتراكيون (بالإنجليزية)